# Kenteng (Nogosari)
Kenteng is een bestuurslaag in het regentschap Boyolali van de provincie Midden-Java, Indonesië. Kenteng telt 5423 inwoners (volkstelling 2010).